# Carlos José Gutiérrez de los Ríos
Carlos José Gutiérrez de los Ríos y Rohan-Chabot (Cartagena, 11 de julio de 1742-Madrid, 23 de febrero de 1795) fue un aristócrata español, VI conde de Fernán Núñez grande de España de segunda clase, caballero de la Insigne Orden del Toisón de Oro y capitán general de la Mar Océana.

## Biografía
Nació en Cartagena el 11 de julio de 1742, siendo hijo de José Diego Gutiérrez de los Ríos y Zapata, V conde de Fernán Núñez grande de España de segunda clase, que ocupó el cargo de embajador, y de su esposa Charlotte Felicité de Rohan-Chabot (París, 8 de mayo de 1718-26 de mayo de 1750), hija de Louis de Bretagne Alain, príncipe y duque de Rohan, par de Francia y V duque de Rohan-Chabot, y de su esposa Francisca de Roquelaure, y hermana de la duquesa de Rohan y de la mariscala de Lautrec.
Su madre procedía de una familia normanda, probablemente los Rohan-Guémenée, a la que perteneció Ferdinand Maximilien Mériadec de Rohan (1738-1813), príncipe de Rohan-Guémenée, arzobispo de Burdeos (1769), príncipe-arzobispo de Cambrai (1781) y de Lieja (1790), que fue «primer limosnero» de la emperatriz Josefina de Beauharnais, esposa de Napoleón Bonaparte. 

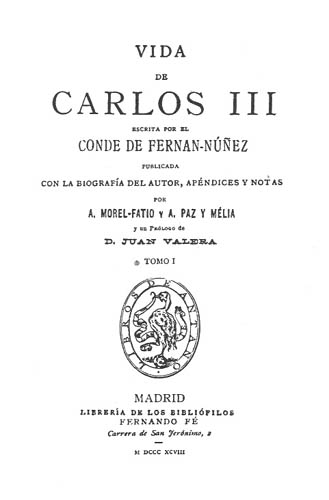
Portada de la obra Vida de Carlos III, escrita por Carlos José Gutiérrez de los Ríos.

Ostentó por nacimiento la titularidad del condado de Fernán Núñez, con grandeza de España de segunda clase, y fue además caballero de la Orden de Alcántara, comendador de los Diezmos del Septeno en dicha Orden, mariscal de campo de los Reales Ejércitos, caballero del Insigne Orden del Toisón de Oro, y gran-cruz de la Real y Muy Distinguida Orden de Carlos III, gentilhombre de cámara con ejercicio, y embajador del rey en Francia y Portugal.
Combatió en Argel, regresando más tarde a España, concretamente a Ferrol, donde curó sus heridas en el Arsenal Militar. Allí conoció a María de la Esclavitud Sarmiento de Sotomayor y Saavedra, V marquesa de Castel-Moncayo, III condesa de Villanueva de las Achas (señora del Valle de las Achas en Galicia) grande de España de segunda clase, XVIII señora de la Higuera de Vargas, XVIII señora de las villas de Burguillos, la Higuera de Vargas, Valverde y las Atalayas, XV señora de San Fagundo, X señora de la Pulgosa y Cofrentes, señora de Espadero, dama honoraria de la Soberana Orden Militar y Hospitalaria de San Juan de Jerusalén, de Rodas y de Malta, nacida en  Toro  22 de febrero de 1760, con quien casó en Tábara el 23 de noviembre de 1777. Esta mujer fue retratada por Francisco de Goya entre marzo y abril de 1786  en el Palacio Ducal de Fernán Núñez.
El 26 de febrero de 1778, a los pocos meses de haber contraído matrimonio, es nombrado embajador de España en Lisboa. Su mujer le acompañó en el papel político, y así en abril de 1785 colabora en la negociación de los infantes españoles Gabriel de Borbón y Carlota Joaquina de Borbón con los portugueses Mariana Victoria de Portugal y el futuro Juan VI de Portugal. De Lisboa pasó a París con el mismo cargo de embajador, donde fue testigo directo de la Revolución francesa.
A su regreso a España, y como administrador de la villa de Fernán Núñez, en la provincia de Córdoba, llevó a cabo importantes reformas siguiendo los cánones de la Ilustración. Entre ellas destaca la restauración de los edificios dañados por el terremoto sufrido en 1755, la construcción de la Fuente de los Caños Dorados, la del camposanto junto a la ermita de San Sebastián y, sobre todo, la construcción de su Palacio Ducal, para el cual se inspiró en el Palacio de las Necesidades de Lisboa, donde tenía su sede la embajada española en Portugal.
Durante toda su vida tuvo gran interés por el mundo del arte y la cultura, y fue autor de numerosas obras en las que relataba sus viajes por Europa. Su obra más importante fue Vida de Carlos III y también es interesante su Carta de D. Carlos de los Ríos, XII Señor y VI Conde de Fernán Núñez, a sus hijos (París, P. Didot, 1791). También compuso una obra musical religiosa para tres voces titulada Stabat Mater.

## Matrimonio y descendencia
Contrajo por poderes en Ferrol el 23 de junio de 1777 y personalmente en Tábara el 23 de noviembre de 1778 con María de la Esclavitud Sarmiento Quiñones (Toro, 22 de febrero de 1760-13 de noviembre de 1810), V marquesa de Castel-Moncayo, III condesa de Villanueva de las Achas (señora del Valle de las Achas en Galicia) grande de España de segunda clase, XVIII señora de la Higuera de Vargas, XVIII señora de las villas de Burguillos, la Higuera de Vargas, Valverde y las Atalayas, XV señora de San Fagundo, XII señora de Lagartera, X señora de la Pulgosa y Cofrentes, señora de Espadero, dama honoraria de la Soberana Orden Militar y Hospitalaria de San Juan de Jerusalén, de Rodas y de Malta, hija de Diego María de la Esclavitud Sarmiento de Sotomayor y Saavedra y Fuenmayor, IV marqués de Castel-Moncayo, II conde de Villanueva de las Achas (señor del Valle de las Achas en Galicia) grande de España de segunda clase, XVII señor consorte de las villas de Burguillos, la Higuera de Vargas, Valverde y las Atalayas, XIV señor consorte de San Fagundo, IX señor consorte de la Pulgosa y Cofrentes, señor consorte de Espadero, y de su esposa María Joaquina Antonia de Guadalupe de Cáceres y Quiñones Sánchez de Silva y Vargas, XVII señora de la Higuera de Vargas, XVII señora de las villas de Burguillos, la Higuera de Vargas, Valverde y las Atalayas, XIV señora de San Fagundo, IX señora de la Pulgosa y Cofrentes, señora de Espadero, nacida en 1739. Nacieron siete hijos de este matrimonio, entre ellos: 
- Carlos José Francisco de Paula Gutiérrez de los Ríos y Sarmiento de Sotomayor (Lisboa, 1779-París 1822), que por sus servicios consiguió elevar el condado de Fernán Núñez a ducado,[1] siendo I duque de Fernán Núñez, VI marqués de Castel-Moncayo, X marqués de la Alameda, XI conde de Barajas, IV conde de Villanueva de las Achas, XIX señor de la Higuera de Vargas. Casó con María Vicenta Solís Vignancourt Lasso de la Vega, VI duquesa de Montellano, IV duquesa del Arco, XII marquesa de Miranda de Anta[1] y VII condesa de Saldueña.
- Escolástica Gutiérrez de los Ríos y Sarmiento de Sotomayor[1] (Lisboa, 7 de enero de 1783-Jerez de la Frontera, 15 de diciembre de 1845). Casada en primeras nupcias en Madrid el 13 de junio de 1799 con José Miguel de la Cueva y de la Cerda, XII marqués de Cuéllar,[1]  XIV duque de Alburquerque, etc.  Casó en segundas nupcias en Cádiz con Francisco Luis Pérez de Grandallana y Sierra (m. 1855), coronel de caballería, de quien tampoco tuvo sucesión.[3]
- Bruna Gutiérrez de los Ríos y Sarmiento de Sotomayor, casada con Rafael Fernández de Córdoba y Argote, conde de Menado Alto.[1]

Tuvo además dos hijos naturales fuera de su matrimonio, que fueron aceptados por su esposa, quien les otorgó bienes y rentas en Cáceres. También mostró interés esta mujer en que su madre biológica percibiera dinero y retratos de los niños. Estos fueron:
- Ángel Gutiérrez de los Ríos (n. 1771), hijo natural.[1]
- Camilo Gutiérrez de los Ríos (n. Bolonia, 1772-1840) hijo natural legitimado el 23 de febrero de 1795, hijo de la actriz Gertrude Marucci, conocida como la Galguilla.[1]